# Kostel svatého Jiří (Bečov nad Teplou)
Kostel svatého Jiří v Bečově nad Teplou je římskokatolický farní kostel bečovské farnosti. Byl vystavěn v 18. století v pozdně barokním slohu s rokokovým mobiliářem. Nachází se na konci Kostelní ulice na návrší nad náměstím v Bečově nad Teplou v okrese Karlovy Vary. 
Od roku 1958 je zapsán na seznamu kulturních památek, pod památkovou ochranu spadá i sousední fara z 18. století (č.p. 189), kašna a ohradní zeď. Lípy s odhadovaným stářím přes 300 let v sousedství fary a kostela byly v roce 1986 zahrnuty mezi památné stromy.

## Historie
Původní kostel v Bečově vznikl v průběhu 15. století na návrší na místě někdejšího hradu. 
Po požáru v roce 1621 byl vystavěn nový kostel, věž byla doplněna až v roce 1652. Během 17. století byly pak upravovány interiéry, zvony byly do věže zavěšeny až v roce 1760. Téhož roku 18. června město vyhořelo a požáru podlehl i kostel. 
Nová barokní stavba vznikla v letech 1762–1767 podle projektu místního stavitele Franze Pöpperla. Kostel byl vysvěcen na svátek Narození Panny Marie 8. září 1767 tepelským opatem Janem Kryštofem z Trauttmansdorffu. Interiér kostela byl doplňován v průběhu 70. let 18. století za přispění regionálních řemeslníků a umělců z Bečova, Lokte a Teplé, nové zvony byly odlity v Chebu. Více než sto let zůstal kostel bez věže, přestože její základy byly položeny v roce 1767, z důvodu nedostatku financí však bylo od stavby věže upuštěno. 
V roce 1834 byl kostel modernizován, úplného dokončení se však dočkal až v roce 1885, kdy byla přistavěna věž podle návrhu architekta Jana Schoberta z Toužimi.

## Popis

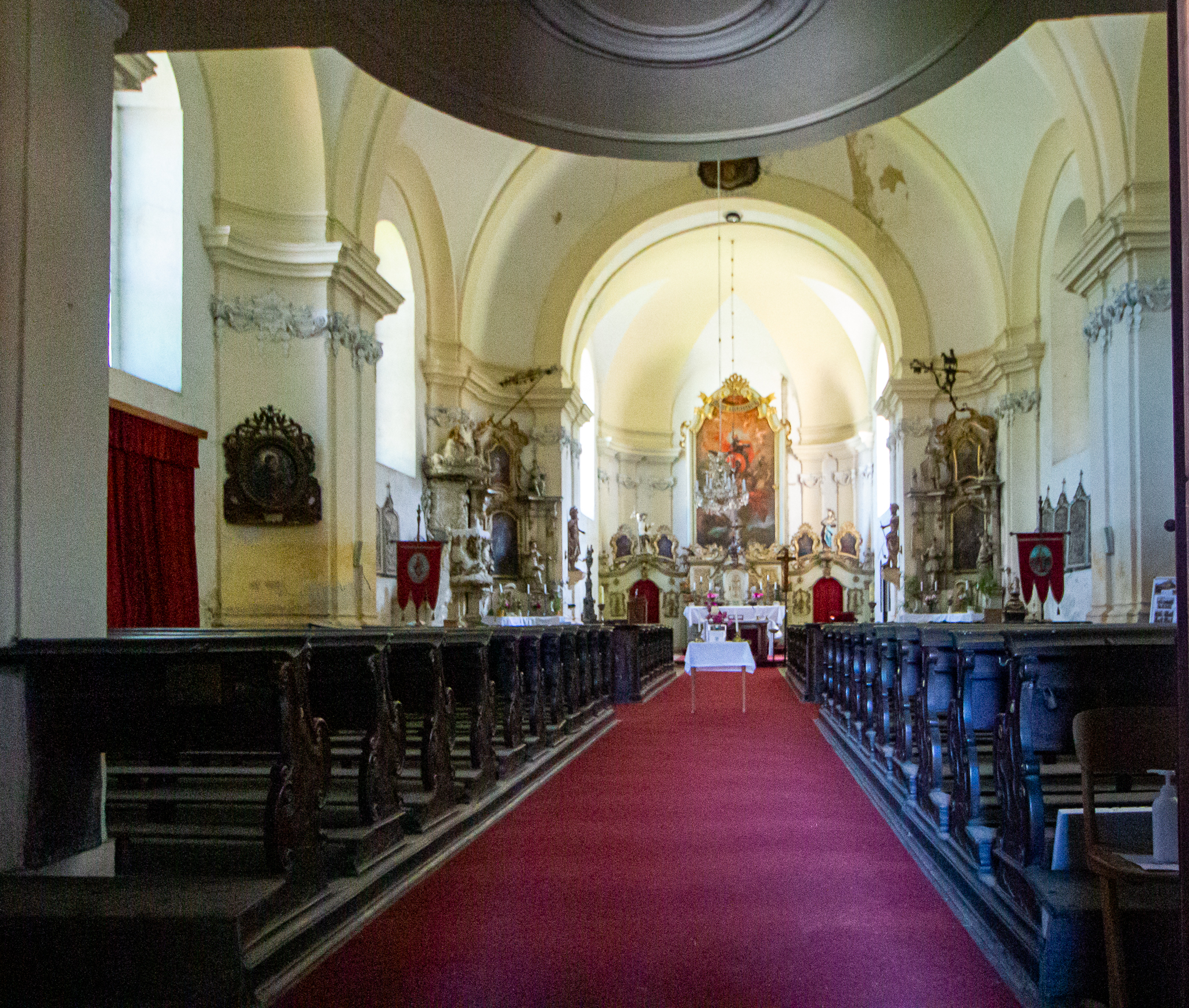
Interiér kostela

Kostel zasvěcený svatému Jiří je jednolodní pozdně barokní stavba na obdélníkovém půdorysu se zaoblenými nárožími krytá valbovou střechu. Věž byla přistavěna v roce 1885, vychází ale z původního projektu z 18. století. Vstup do kostela v přízemí věže tvoří podloubí nad mohutným kamenným schodištěm vedoucím z náměstí.
Vnitřní vybavení kostela je převážně rokokové a bylo postupně doplňováno v 70. letech 18. století. Hlavní oltář svatého Jiří z let 1774–1776 je dílem řezbáře Thomase Pistela z Teplé, který je též autorem umělecky hodnotné kazatelny. Oltářní obraz sv. Jiří namaloval Johannes Grimer ze Žlutic. Původní varhany postavil varhanář Ignaz Josef Schmidt z Lokte (1774–1775), současný nástroj pochází z roku 1896. Na vnitřní výzdobě kostela se během 18. a 19. století podílela řada dalších regionálních umělců z okolí.
Po odsunu německého obyvatelstva v roce 1945 přestal být kostel užíván a chátral, postupná rekonstrukce začala v 21. století. Pravidelné bohoslužby se konají ve čtvrtek a v neděli.

## Galerie

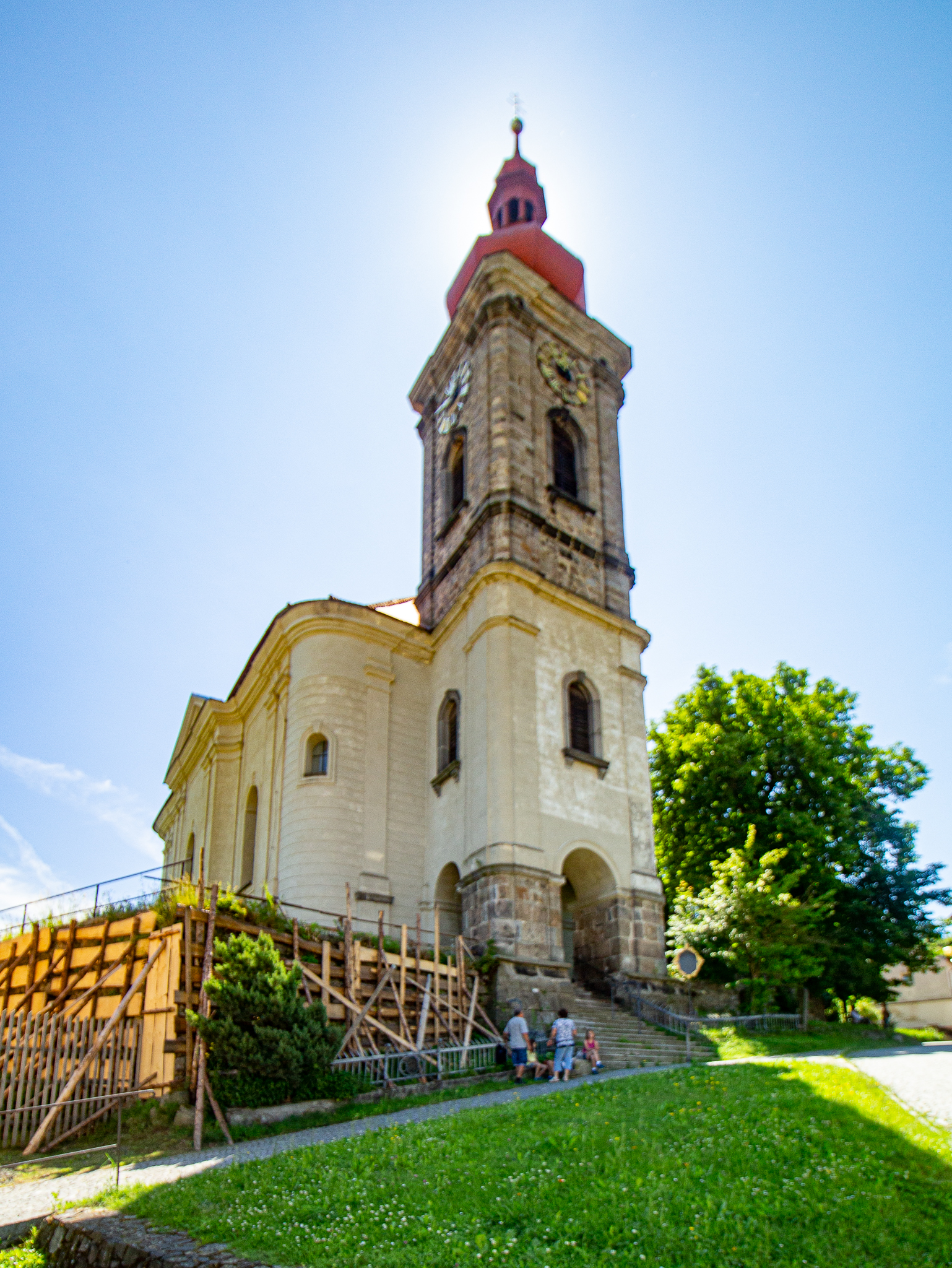
Hlavní vstup do kostela z Kostelní ulice
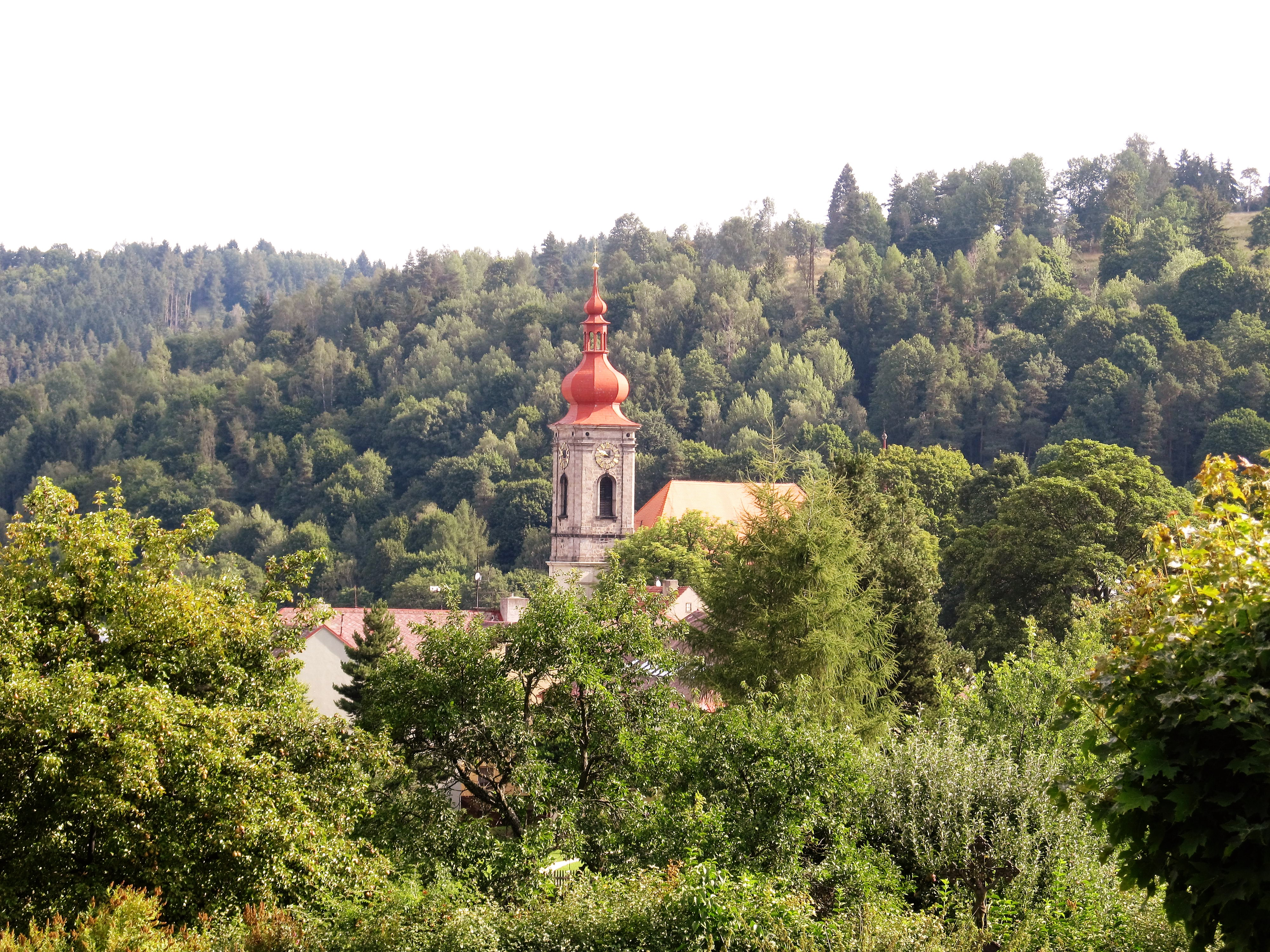
Věž kostela pohledem z Tepelské ulice
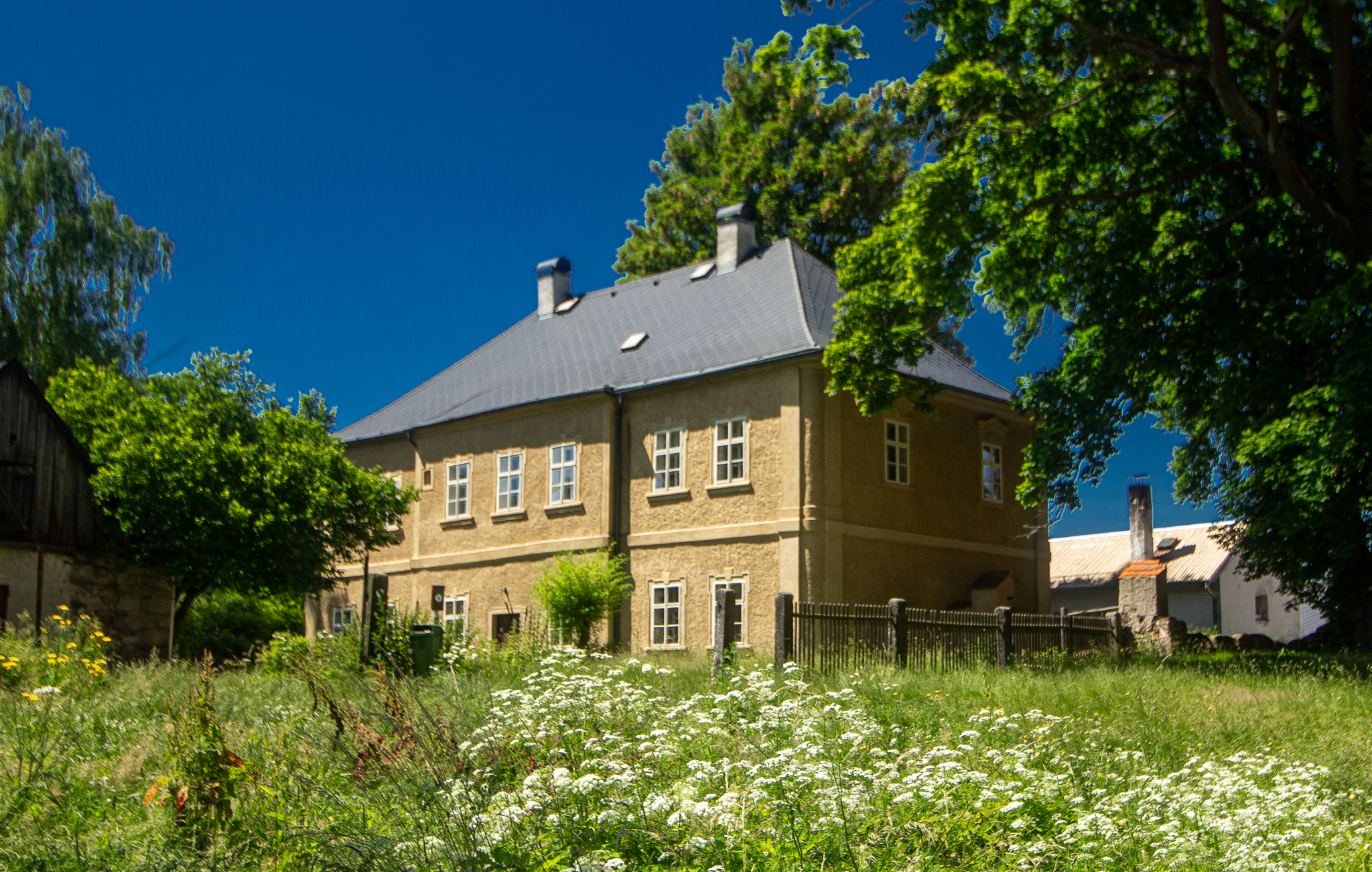
Barokní fara v sousedství kostela